# Etterbeek
Etterbeek (tiếng Pháp: [ɛtəʁbek]; tiếng Hà Lan: [ɛtərˌbeːk] (nghe)) là một trong những năm khu đô thị tự quản nằm trong vùng thủ đô Brussels của Bỉ. Đô thị này giáp với các đô thị tự quản: Thành phố Brussels, Ixelles, Auderghem, Woluwe-Saint-Pierre, Woluwe-Saint-Lambert và Schaerbeek.
Khuôn viên chính của Vrije Universiteit Brussel nói tiếng Hà Lan được gọi là Campus Etterbeek, dù nó, cùng với các liền kề khuôn viên de la Plaine của Université Libre de Bruxelles nói tiếng Pháp, về kỹ thuật là một phần của Ixelle.

## Cư dân nổi tiếng
Sinh ra tại Etterbeek:
- Jérôme d'Ambrosio, vận động viên đua xe (sinh 1985)
- Jean Brachet, nhà hóa sinh học (1909-1998)
- Monique De Wael aka Misha Defonseca (1937) tác giả của Misha: A Mémoire of the Holocaust Years
- Pierre Deligne, nhà toán học đoạt huân chương Fields (sinh 1944)
- François Englert, nhà vật lý đoạt giải Nobel (sinh 1932)
- Giani Esposito (1930-1974), diễn viên
- Lara Fabian, ca sĩ quốc tế (sinh năm 1970)
- Marouane Fellaini, cầu thủ bóng đá (sinh 1987)
- Philippe Francq, họa sĩ truyện tranh (sinh năm 1961)
- André Franquin, vẽ tranh biếm họa, tác giả của Gaston và Marsupilami (1924-1997)
- Philippe Geluck, nhà văn và họa sĩ truyện tranh, tác giả của  Le Chat  (sinh năm 1954) [2]
- Georges Grün, hậu vệ bóng đá (sinh 1962)
- Georges Remi aka Hergé, nhà văn và họa sĩ truyện tranh, tác giả của The Adventures of Tintin (1907-1983)
- Arthur Maurice Hocart, nhà nhân chủng học (1883-1939)
- Daniel Hulet, họa sĩ vẽ tranh biếm họa (1942-2011)
- Roland Lethem, nhà làm phim, nhà văn (sinh 1942)
- Alexandre de Merode, thành viên của Ủy ban Olympic Quốc tế (IOC) (1934-2002)
- Constantin Meunier, họa sĩ và nhà điêu khắc (1831-1905)
- Amélie Nothomb, nhà văn (sinh 1966)
- Charles Picqué, chính trị gia, thị trưởng của Saint-Gilles (sinh năm 1948)
- Godelieve Quisthoudt-Rowohl, chính trị gia Đức (sinh 1947)
- Richard Makela aka Monsieur R, nghệ sĩ rap (sinh 1975)
- Herman Van Rompuy, chính trị gia (sinh năm 1947) là Chủ tịch Hội đồng châu Âu thường trực đầu tiên
- Stromae, ca sĩ (sinh năm 1985)

Sống một phần của trong đời trong Etterbeek:
- Jean Absil, nhà soạn nhạc và organ (1893-1974)
- Jean-Baptiste Baronian, nhà văn Bỉ-Armenia (sinh 1942)
- René Carcan, khắc và điêu khắc (1925-1993)
- Adrien de Gerlache, viên chức của Bỉ Navy và chỉ huy của Đoàn thám hiểm Nam Cực Bỉ (1866-1934)
- W.F. Hermans, nhà văn Hà Lan (1921-1995)
- Edgar Pierre Jacobs, họa sĩ truyện tranh, tác giả của Blake và Mortimer (1904-1987)

Chôn cất trong Etterbeek:
- Moise Tshombe, một chính trị gia Congo